# Vjačeslav Jervandovič Kevorkov
Vjačeslav Jervandovič Kevorkov, ruski vohun in general, * 21. julij 1924, † 9. junij 2017.

## Zgodovina
V 30. letih 20. stoletja je z družino živel v Moskvi. Njihov sosed je bil nemški vojaški ataše; med igro z njegovimi otroci se je naučil nemško. Svoje znanje je pozneje dopolnil na Vojaškem inštitutu za tuje jezike.
Ob koncu druge svetovne vojne je prišel v Berlin kot vojaški prevajalec in tam je ostal še naprej v sestavi Sovjetske uprave v Nemčiji (SVAG). Po razdelitvi Nemčije na Zahodno in Vzhodno Nemčijo leta 1948, se je vrnil v Moskvo, saj je bil poslan na nadaljnji študij na vojaški akademiji; poleg nemščine se je takrat izpopolnil tudi v turščini in angleščini. Takrat je bil nato rekrutiran v KGB. Sam ni hotel vstopiti, zato se je na vstopnih testih za Prvi direktorat KGB namerno slabo odrezal. Toda zaradi tega ni več našel službe v oboroženih silah in se je bil leta 1960 prisiljen pridružiti KGB in sicer Drugemu direktoratu. 
Zaradi dobrih stikov z nemškimi dopisniki v Moskvi je bil leta 1961 poslan v Nemško demokratično republiko
Pozneje se je vrnil nazaj v Moskvo, kjer je bil nameščen v uredništvo Tassa, preko katerega je nadziral sovjetske vohune, ki so delovali pod krinko novinarjev po svetu ter izvajal protiobveščevalno dejavnost. 